# ディルムン (オンラインゲーム)
ディルムン (DILMUN) は韓国で開発されたMMORPG。
日本国内では遊都【ジークレストに社名変更】がサービスを提供していた。2003年2月6日～28日のβ期間を経て2003年3月6日に正式サービスを開始し、2004年8月31日にサービスが終了した。
課金料金は月額1500円（税抜）であり、ウェブマネー課金の場合は3ヶ月（93日）で3900円（税抜）のサービスも選択できた。サービス終了1ヶ月前の2004年8月1日からサービス終了キャンペーンとして課金料金が無料となった。

## システム
種族という概念が無く、武器（剣・槍・斧・グローブ）などの装備を持つためにはそれぞれ一定のステータスを満たせば良いという条件のみであり、レベルアップすることで一定のポイントを貰い各ステータスに振り分ける。
ゲーム内仮想通貨を支払うことにより、それまでレベルアップすることで付与された総ポイントを差分として保持したまま、各ステータスをゲーム開始時の初期ステータスに戻すことができた。この差分ポイントは各ステータスへ自由に再配分でき、これはしばしば他の武器に持ち替え自分の攻撃スタイルを変更したい場合に利用された。

## サービス終了とその後
日本ユーザーからの多数のバージョンアップの要望や不具合報告などについて、韓国開発元のTECH ALL社から現状日本に向けたバージョンアップや不具合修正について対応できる体制がない状況が確認された。
この状況について遊都は、「ゲーム内不具合の修正やバージョンアップの要望について今後も対応することが極めて困難であり、サービスを続けていく事はユーザーに対して十分なサービスを提供する事ができない、即ち運営ポリシーに反するものである」と説明し、2004年8月31日をもってサービス終了に至った。